# Annegret Hahn
Annegret Hahn (* 1951 in Gramzow (Uckermark)) ist eine deutsche Dramaturgin, Regisseurin und Theaterintendantin.

## Leben
Annegret Hahn studierte Theaterwissenschaften in Leipzig und arbeitete im Anschluss an ihre Ausbildung an mehreren Theatern als Dramaturgin und Regisseurin. 2001 übernahm sie die Intendanz am Thalia Theater Halle. 2005 führte sie Regie im Rahmen der Händel-Festspiele mit der Uraufführung von Durs Grünbeins Vom Schnee oder Descartes in Deutschland, 2006 folgte die nächste Uraufführung mit der Inszenierung Paradise Lost von John Milton.
Die DDR-Erstaufführung von Heiner Müllers Philoktet wurde von Annegret Hahn inszeniert. In seiner Biografie stellte sich der Lichtkünstler Gert Hof als Erstaufführer dieses Stückes dar. Diese Behauptung und seine zum Teil aufgebauschte bzw. gefälschte Vergangenheit als Stasi-Opfer und Dissident konnten nachweislich widerlegt werden.
Annegret Hahn war mit dem Schauspieler Ulrich Mühe verheiratet. Einer ihrer gemeinsamen Söhne ist der in Berlin lebende Fotograf Andreas Mühe.